# Stara Dąbrowa (Poméranie-Occidentale)
Pour les articles homonymes, voir Stara Dąbrowa.
Stara Dąbrowa est une localité polonaise, siège de la gmina rurale de Stara Dąbrowa située dans le powiat de Stargard en voïvodie de Poméranie-Occidentale. Elle se trouve à environ 13 km au nord-est de Stargard et 38 km à l'est de la capitale régionale Szczecin.

## Géographie

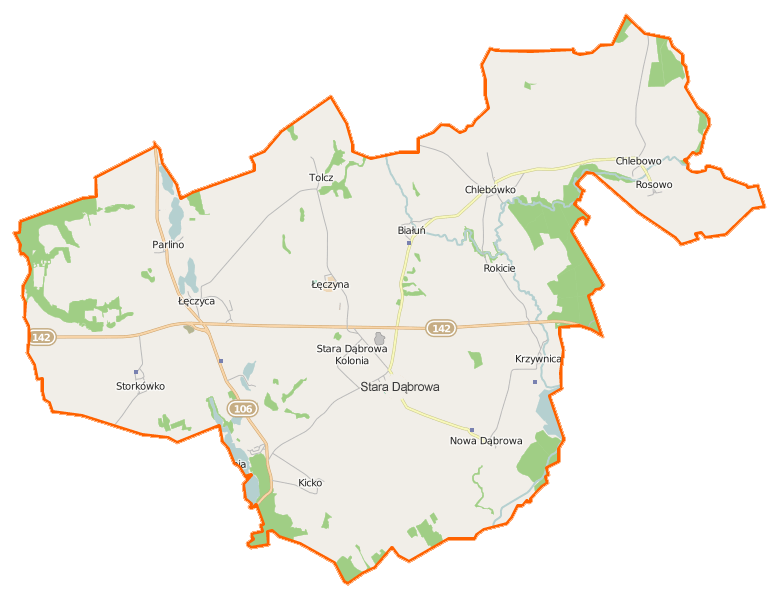
Carte de la gmina de Stara Dąbrowa.